# Lloyd Richardson
Lloyd Josiah Richardson (Sint Nicolaas, 11 mei 1950) is een Sint-Maartens politicus en arts. Van 1 december 2014 tot 13 oktober 2015 was hij voorzitter van de Staten van Sint Maarten.

## Biografie
Richardson was in 1950 in Sint Nicolaas, Aruba geboren. In 1968, na de Mulo te hebben doorlopen, vertrok hij naar de Verenigde Staten. Hij behaalde zijn kandidaats in de Liberal Arts van de Universiteit van de Zuidelijke Caraïben in Trinidad, zijn bachelor in chemie van Andrews University in Berrien Springs, Michigan, en in 1979 zijn doctoraat in de chirurgie van de Autonome Universiteit van Guadalajara.
In maart 1981 verhuisde Richardson naar Sint Maarten om als eerste controlearts te werken bij de Sociale Verzekeringsbank. In 2010 stelde hij zich kandidaat voor de 2010 verkiezingen in Sint Maarten als lid van de National Alliance, maar werd niet verkozen. In 2014 werd hij verkozen als lid van de United People's Party, en werd voorzitter van de Staten van Sint Maarten. Hij heeft gediend tot 13 oktober 2015.